# L'Éléphant vert
Pour plus de détails, voir Fiche technique et Distribution.
L'Éléphant vert (en russe : Зелёный слоник, Zeliony slonik)  est un film russe réalisé par Svetlana Baskova en 1999. Le 6 mai 2022, la distribution du film a été interdite en Russie par le tribunal du district Oktyabrsky de Saint-Pétersbourg.

## Synopsis
En 1986, deux ex-officiers de l'Armée de terre soviétique sont aux arrêts dans un goulag, attendant leur exécution, et subissent des violences physiques et mentales.

## Fiche technique
Sauf indication contraire, les informations mentionnées dans cette section peuvent être confirmées par la base de données cinématographiques IMDb,  présente dans la section « Liens externes ».
- Titre français : L'Éléphant vert[1]
- Titre original : Зелёный слоник, Zeliony slonik
- Réalisation : Svetlana Baskova
- Scénario : Svetlana Baskova
- Production : Svetlana Baskova, Oleg Mavromatti
- Pays de production :  Russie
- Langue de tournage : russe
- Format : couleurs - BETACM SP
- Genre : drame, gore, art et essai
- Durée : 87 minutes
- Date de sortie :
  - Russie : 1999

## Distribution
- Vladimir Epifantsev : « Bratichka » (Le Frère), le premier officier
- Anatoli Osmolovski : le capitaine
- Sergueï Pakhomov (ru) : « Poïekhavchi » (Le Fou), le deuxième officier
- Alexandre Maslaev : le colonel

## Historique
L'Éléphant vert est le deuxième film de Svetlana Baskova, une artiste professionnelle qui a entièrement réalisé ce projet avec son caméscope numérique et des amis à elle, également artistes. Le coût total du film n'a pas dépassé 200 euros[réf. nécessaire].
Le film n'eut droit qu'à une seule projection, au Festival de Rotterdam en 2005. L'extrême violence et la cruauté des images du film auraient choqué de nombreux spectateurs qui seraient partis en pleurant, en criant ou en vomissant.
Le film eut pourtant un petit succès ces dernières années grâce à internet auprès des amateurs de gore et adeptes de ce genre de cinéma provoquant.

## Anecdotes
Le film comprend des scènes très explicites de coprophilie et scatophilie, de viol homosexuel, de nécrophilie et de meurtre. L'ultra réalisme de la scène où l'un des officiers mange ses excréments, l'une des plus ignobles de l'histoire du cinéma, fait sans doute référence à Salo ou les 120 journées de Sodome de Pier Paolo Pasolini. Les costumes des personnages ainsi que les murs du décor du film sont en grande partie verts. Lors de la scène finale, l'officier coprophile souffle dans l'œsophage arraché de son bourreau et arrive, de cette manière à reproduire le son d'un éléphant barrissant, d'où le titre L'Élephant vert.